# Anduze
Anduze é uma comuna francesa na região administrativa de Occitânia, no departamento de Gard. Estende-se por uma área de 14,6 km². Em 2010 a comuna tinha 3 423 habitantes (densidade: 234,5 hab./km²).